# Variola albimarginata
Variola albimarginata, tên thường gọi ở Việt Nam là cá mú vây viền trắng, là một loài cá biển thuộc chi Variola trong họ Cá mú. Loài này được mô tả lần đầu tiên vào năm 1953.

## Phân bố và môi trường sống
V. albimarginata có phạm vi phân bố rộng khắp vùng biển Ấn Độ Dương và Thái Bình Dương. Ở Ấn Độ Dương, loài này được tìm thấy dọc theo bờ biển Đông Phi (Mozambique, Zanzibar và đảo Mafia, Tanzania), bao gồm Madagascar và các hòn đảo xung quanh, băng qua mũi nam Ấn Độ và Sri Lanka (bao gồm các quần đảo xung quanh) đến bờ đông của biển Andaman. Ở Thái Bình Dương, chúng có mặt ở quần đảo Mã Lai (trừ phía đông Sumatra, phía bắc Java, phía tây và nam của Borneo); phía bắc giới hạn đến quần đảo Ryukyu (miền nam Nhật Bản); phía nam xuống đến đông bắc của Úc; phía đông trải dài đến tận quần đảo Samoa và quần đảo Cook. V. albimarginata cũng đã được ghi nhận là xuất hiện ở quần đảo Trường Sa. V. albimarginata sinh sống xung quanh các rạn san hô và bãi đá ngầm ngoài khơi, ở độ sâu khoảng 200 m trở lại. Cá con sống trong các đám rong tảo và các rạn san hô mềm gần bờ.

## Mô tả

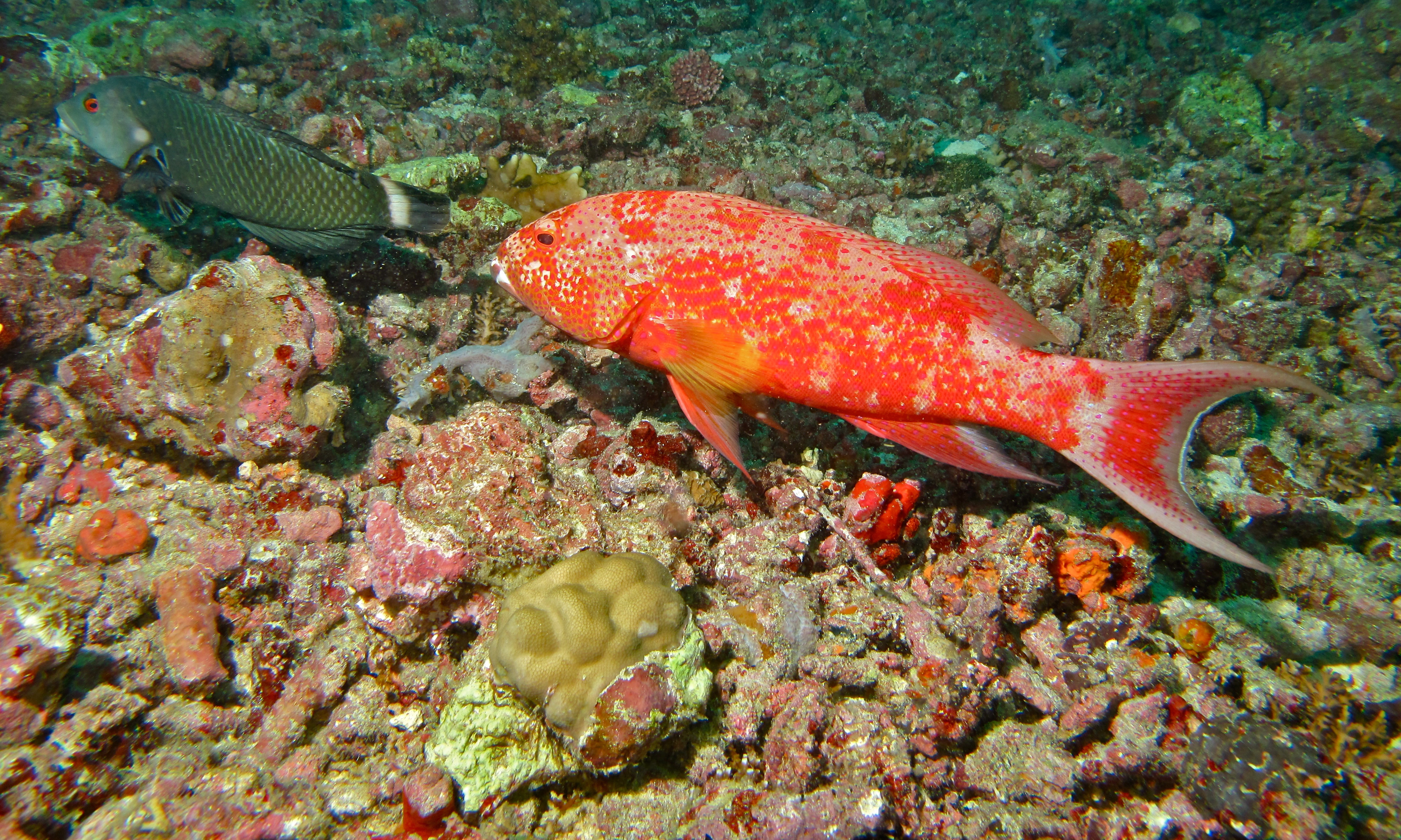
V. albimarginata (phải) và Novaculichthys taeniourus (trái)

Chiều dài cơ thể lớn nhất được ghi nhận ở V. albimarginata là 65 cm. Cá trưởng thành có màu đỏ, được phủ đầy các đốm màu xanh lam. Mắt đỏ. Đuôi hình lưỡi liềm, có viền trắng. Đôi khi có các đốm lớn màu trắng mờ dọc theo lưng. Cá con không khác gì nhiều so với cá lớn, nhưng có đường trắng trên mõm, ngược lên gáy. Viền trắng ở đuôi là điểm khác biệt so với đồng loại duy nhất của nó, Variola louti, có viền màu vàng.
Số gai ở vây lưng: 9; Số tia vây mềm ở vây lưng: 14; Số gai ở vây hậu môn: 3; Số tia vây mềm ở vây hậu môn: 8.
Thức ăn của V. albimarginata chủ yếu là các loài cá nhỏ hơn nó. Cá trưởng thành bơi thành những nhóm nhỏ. Loài này được đánh bắt trong nghề cá thương mại. Thịt được đánh giá là ngon, nhưng ở một số khu vực, thịt của chúng có thể gây ngộ độc ciguatera.